# Manjula Pradeep
Manjula Pradeep (hindi: मंजुला प्रदीप)  (9 d'octubre de 1969) és una activista pdels drets humans i una advocada índia. És l'antiga directora executiva de Navsarjan Trust, una de les organitzacions de drets dels dalits més grans de l'Índia, que s'ocupa dels problemes de la discriminació de castes i la discriminació basada en el gènere.

## Joventut
Manjula Pradeep va néixer el 6 d'octubre de 1969 a Vadodara (antigament coneguda com a Baroda), a l'estat indi de Gujarat, en una família ortodoxa dalit, poc després que la seva família emigrés d'Uttar Pradesh el 1968. El seu naixement va ser una decepció, ja que el seu pare esperava un fill. Va culpar la mare de Manjula pel seu naixement i va abusar d'elles físicament i mentalment des del seu naixement. Manjula també va ser abusada sexualment per quatre homes durant la seva infància.
Tement la discriminació de castes, el pare de Manjula va amagar el seu cognom i, en canvi, va agafar un nom genèric «Pradeep» com a cognom. No obstant això, això no va impedir que Manjula fos discriminada a l'escola. Els seus professors i companys sovint la ridiculitzaven a causa de la seva casta.
Els reptes als quals s'enfrontava Manjula a casa i a la societat la van fer qüestionar la discriminació de casta i de gènere, configurant la trajectòria de la seva futura carrera i activisme.

## Educació
Durant els seus estudis de pregrau, un dels seus professors va animar Manjula a dedicar-se al treball social. Això va inspirar a Manjula a matricular-se al màster de Treball Social a la Universitat Maharaja Sayajirao de Baroda l'any 1990. Va ser a la universitat on va començar a desafiar l'àmbit de la política dalit dominada pels homes i es va involucrar en l'activisme dalit i feminista.
Mentre treballava a Navsarjan, el seu primer cas va ser d'una dona dalit el fill de la qual havia mort, després de patir abusos sota custòdia policial a una comissaria d'Ahmedabad. Aquest incident va portar Manjula a cursar la seva llicenciatura en Dret a la seva Alma mater perquè es va adonar que la qüestió dels drets dels dalit s'havia de lluitar tant als carrers com als tribunals.

## Carrera professional
Després d'acabar el seu màster l'any 1992, Manjula Pradeep es va incorporar a Navsarjan Trust als 21 anys com la seva primera empleada. L'any 2004 va ser escollida directora executiva de l'organització.

### Els primers anys a Navsarjan Trust
La seva primera feina a Navsarjan va ser amb el programa d'assistència jurídica que va ajudar els supervivents de la violència i la discriminació a lluitar per la justícia. Manjula es va adonar que per defensar eficaçment els drets humans de les persones, hauria d'estudiar la llei. «Necessito conèixer la llei per poder tenir algun poder... Tant per aquest grau de treball social. Una llicenciatura en dret és el que necessito».
L'any 1995, va iniciar programes de formació per generar consciència contra l'explotació entre els treballadors que són esclaus per deutes, principalment dones que sobreviuen amb unes poques rúpies al dia i que estaven contínuament endeutades amb els terratinents les terres agrícoles dels quals treballaven. Sovint eren objecte de violència física i sexual. També va ajudar a crear una unió de dones dalit i tribals, Vadodara Khet Majoor Sangathan, que pretenia posar fi a les injustícies a les quals s'enfrontaven aquestes dones. El mateix any, es va incorporar a la junta del Navsarjan Trust.
L'any 2000, per primera vegada a l'organització, Manjula va formar 40 dones per ocupar funcions de lideratge a Navsarjan. També va ajudar a organitzar una protesta a la qual van assistir uns 3.000 dalits, on Martin Macwan va utilitzar per primera vegada el terme «Dalit Shakti» o Poder Dalit.
El juny de 2001, Manjula va ser una dels membres més joves de la delegació de la Campanya Nacional sobre els Drets Humans dels Dalits (NCDHR) enviada a les Nacions Unides per representar els drets dels dalits. La delegació del NCDHR es trobava a Ginebra (Suïssa), per incloure la discriminació basada en castes a l'agenda de la Conferència Mundial de les Nacions Unides contra el Racisme, la Xenofòbia i la Intolerància Relacionada que se celebraria aquest mateix any.
Va prendre un any sabàtic l'any 2002 per treballar a l'Agència Suïssa per al Desenvolupament i la Cooperació a Nova Delhi (Índia), i va ajudar a desenvolupar el programa d'ajuda suís.

### Directora Executiva de Navsarjan Trust
Després que Martin Macwan anunciés la seva dimissió com a director executiu de Navsarjan el 2005, Manjula va ser escollida directora executiva de Navsarjan. Va revisar el funcionament de Navsarjan i va fer esforços per eliminar la corrupció dins de l'organització. L'any següent, va ser convidada a parlar a la Conferència Internacional de Dones Dalit a La Haia (Països Baixos). Manjula es va unir a la Xarxa Internacional de Solidaritat Dalit, amb seu a Copenhaguen, el 2008.
L'any 2008, Manjula va defensar el cas d'una noia dalit menor de 17 anys que va ser violada repetidament en grup per sis professors de la Facultat de Formació de Mestres de Primària a Patan (estat de Gujarat), durant sis mesos. El 2009, Manjula va ajudar a guanyar aquest cas on els professors van ser condemnats a cadena perpètua pel Tribunal Superior de Gujarat. El cas era una representació de la intersecció de casta, gènere i política al país.
Després del cas, Navsarjan va assumir més de 30 casos similars en representació de menors i dones joves.

#### La cancel·lació del certificat FCRA del Navsarjan Trust
L'agost de 2016, Manjula i Navsarjan van ser una de les figures clau en els disturbis dalit de Gujarat, després que set membres d'una família dalit van ser agredits per un grup de persones amb pretext de protecció de vaques a Una, a Gujarat. El desembre de 2016, el Ministeri de l'Interior de la Unió va cancel·lar el certificat FCRA de Navsarjan dient que l'organització es dedicava a «activitats indesitjables destinades a afectar perjudicialment l'harmonia entre grups religiosos, racials, socials, lingüístics, regionals, castes o comunitats». La cancel·lació va provocar que Navsarjan acomiadés la majoria dels seus empleats i va abandonar les activitats sobre el terreny en 3.000 pobles. El desembre de 2016 se li va demanar a Manjula que dimitís del seu càrrec com a directora executiva.

### Treball actual
Manjula dedica la meitat del seu temps com a directora de campanyes al projecte Xarxa de defensors dels drets humans dels dalit, que cobreix cinc estats de l'Índia. Manjula ha fundat Acte savi de visió i compromís juvenil, que treballa per a l'apoderament i els drets dels joves marginats a l'Índia, construint el seu lideratge i conscienciant sobre els seus drets constitucionals.
A part d'això, Manjula està implicada en la Campanya Nacional sobre els Drets Humans dels Dalits. També va ser membre del grup executiu de la Xarxa Internacional de Solidaritat Dalit i la secretària del Comitè Executiu del Centre Nacional d'Estudis per l'Advocacia, Índia. També representa els problemes als quals s'enfronten els dalits i les dones dalit en fòrums internacionals, com ara les Nacions Unides i la Unió Europea.

## Premis i reconeixements
- El 2011, l'Institut Joan B. Kroc per a la Pau i la Justícia (IPJ) de la Universitat de San Diego (Estats Units d'Amèrica) li ha concedit el premi Woman Peace Maker (Dona creadora de pau).
- El 2015, Manjula va ser guardonada amb el premi Femina Women 2015 Social Impact Award.[10]
- El 2017, Manjula va rebre el premi Jijabai Women Achievers de la Universitat de Delhi.[11]
- El 2021, va ser nomenada com una de les 100 dones de la BBC.[12]